# Афуксениди, Фёдор Иванович
Фёдор Иванович Афуксениди (5 апреля 1961, Красная Поляна, Краснодарский край — 20 ноября 2019, Сочи, Краснодарский край) — советский и российский архитектор; заместитель Главного архитектора города Сочи (2010—2018); член Союза архитекторов России (1995); Президент Сочинской организации Союза архитекторов России (2011—2019).

## Биография
Родился в 1961 году в посёлке городского типа Красная Поляна.
В 1987 году окончил архитектурный факультет Воронежского инженерно-строительного института и в течение двух лет работал в отделе архитектуры Курчатовского горисполкома Курской области. С 1989 по 2006 годы работал архитектором зонального проектного института «Южпроекткоммунстрой», в том числе с 1998 года начальником группы архитекторов.
С 1991 года начал частную архитектурную практику, проектируя, в основном, храмы, часовни, многоквартирные жилые дома и коттеджи. Является автором проектов более 50 храмов и часовен, участвовал в международной конференции «Архитектура православного храма. Идея и образ» в 2000 году в Москве.
В 2006 году основал ООО «Бюро архитектурно-строительного проектирования АС про», объединив 10 единомышленников. С 1995 года — член Союза архитекторов России. С 2003 года — член Правления сочинской городской общественной организации «Союз архитекторов России», с 2006 года — член Градостроительного Совета этой организации, а с 2007 года — её вице-президент.
В июне 2011 года Фёдор Иванович Афуксениди избран Президентом Сочинской организации Союза архитекторов России.
В 2008 году вступил в Кубанское казачье войско, казачий чин — сотник.
Скончался 20 ноября 2019 года в городе Сочи после продолжительной болезни.

## Творчество

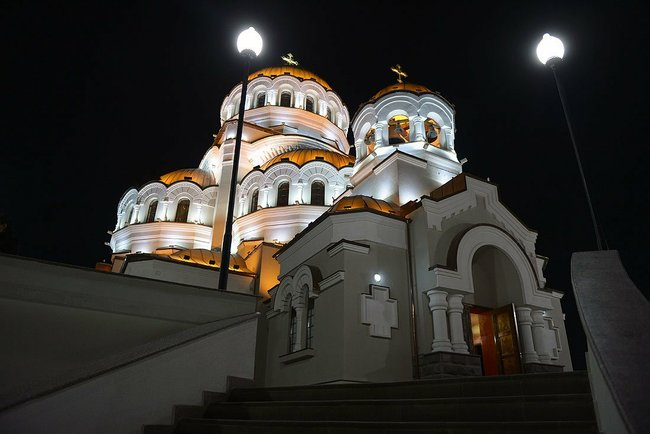
Храм Спаса Нерукотворного в Сочи

В период с 1989 по 2006 год был выполнен ряд строительных проектов: спортивная школа по ул. Чайковского; пляжный комплекс пансионата Минэнерго на 600 человек по ул. Сухумское шоссе; отделение Сбербанка по ул. 50 лет СССР; реконструкция банка «Югбанк» по ул. Московской; реконструкция санатория им. Дзержинского; детская инфекционная больница по улице Кирова (все в Сочи) и другие.
- Храмовый комплекс в Троице-Георгиевском женском монастыре
- Храм Спаса Нерукотворного и комплекс приюта Иоанна Предтечи в Сочи
- Храм в честь апостола Андрея Первозванного в станице Тбилисской
- Храм святого великомученика Харлампия в Красной Поляне
- Храм святого апостола Симона Кананита в микрорайоне Лоо города Сочи.

## Награды
Дипломант конкурсов: Международной академии Архитектуры (1990), Сочинского отделения Союза Архитекторов России в (1999). VIII Всероссийского фестиваля «Зодчество — 2000», 2-го открытого краевого смотра — конкурса (2002).
Награждён архиерейскими, церковными грамотами, орденом Русской Православной церкви Преподобного Сергия Радонежского III степени.